# Ludwik Wierzbicki (1834–1912)

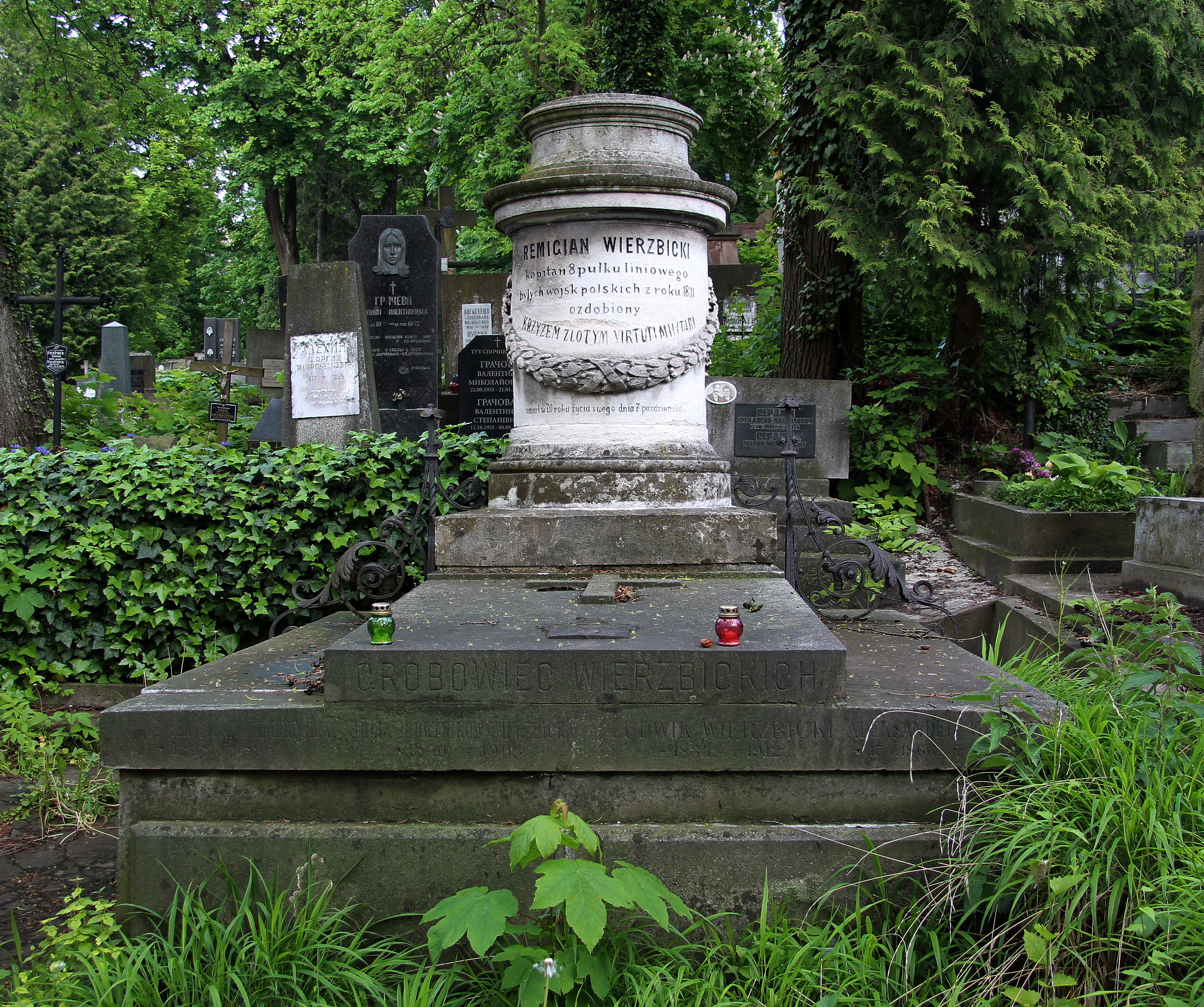
Grobowiec rodzinny na Cmentarzu Łyczakowskim we Lwowie

Ludwik Wierzbicki herbu Ślepowron (ur. 24 grudnia 1834 w Wierbiążu Wyżnym, zm. 18 grudnia 1912 we Lwowie) – polski inżynier, budowniczy i dyrektor kolei żelaznych.

## Życiorys

### Lata młodzieńcze i rozwój naukowy
Urodził się w rodzinie Remigiana, ziemianina pochodzącego z okolic Kowla na Wołyniu, kapitana podczas powstania listopadowego oraz Katarzyny z domu Zbrożek, właścicielki małej posiadłości w Wierbiążu.
Szkołę powszechną ukończył Drohobyczu, uczęszczał przez rok także do niższej szkoły realnej w Stanisławowie, którą ukończył we Lwowie po przeniesieniu się do tego miasta. W roku 1858 wyjechał na studia do Wiednia i rozpoczął naukę na Wydziale Architektury w Akademii Sztuk Pięknych, które uzupełniał na kierunku inżynierskim tamtejszej Politechniki. Tutaj zaprzyjaźnił się ze znanym lwowskim architektem Julianem Zachariewiczem.
Jako absolwent Politechniki podjął pracę u znanego wiedeńskiego architekta Heinricha Ferstela. Skutecznie sprostał swojemu pierwszemu dużemu wyzwaniu jakim było opracowywanie planu i nadzór nad budową Palais Ferstel (Osterreichische Nationalbank przy ul. Freyung 2; obecnie ul. Strauchgasse 4). Nadzorował również budowę fundamentów kościoła Wotywnego w Wiedniu (Votivkirche) przy ul. Ringstrasse, wzniesionego w podzięce za ocalenie życia cesarza Franciszka Józefa I.

### Inżynier kolejnictwa
W roku 1860 rozpoczął pracę na kolei galicyjskiej Karola Ludwika, przy planowaniu i budowie nieistniejącego już dworca we Lwowie. W 1863 ponownie trafił do Wiednia, gdzie opracował plany gmachu funduszu emerytalnego kolei Karola Ludwika (obecnie Hotel Bristol).
W latach 1867–1871 kierował budową linii kolejowej Czerniowiec-Suczawy, a następnie linii kolejowej Veresti-Botoszany. Obie linie kolejowe były odcinkami Kolei Żelaznej Lwów-Czerniowce-Jassy.
W 1871 Wierzbicki wrócił do Lwowa. Przez blisko 20 lat był kierownikiem ruchu przy dyrekcji Kolei Czerniowieckiej, aż do upaństwowienia w 1889 roku. Następnie przez kilka lat był szefem departamentu Generalnej Dyrekcji w Wiedniu, a następnie objął stanowisko dyrektora w dyrekcji kolejowej w Stanisławowie, a potem dyrekcji we Lwowie. W tym czasie wsławił się przygotowaniem planów nowego lwowskiego dworca (1901- 1904), którego budowę nadzorował sam, dbając o najdrobniejsze szczegóły i wykazał wielką determinację w doprowadzeniu budowy do końca.

### Inżynier architekt
Zaprojektował gmach kasyna miejskiego, które zostało zbudowane w latach 1874-1876 przy prospekcie Tarasa Szewczenki 13 (Akademicka), współautorem był Filip Pokutyński. Według projektu Ludwika Wierzbickiego powstał w 1900 budynek Towarzystwa Pomocy Naukowej przy ulicy Iłłariona Święcickiego 1 (gen. Józefa Dwernickiego) mieszczący wówczas bursę im. Tadeusza Kościuszki.  

### Pozostała działalność
Ludwik Wierzbicki był docentem Politechniki Lwowskiej, posłem na Sejm Krajowy Galicji V kadencji (okręg Kołomyja), oraz radnym miasta Lwowa. Był współzałożycielem i organizatorem Muzeum Przemysłowego we Lwowie. Wśród jego prac naukowych można wyróżnić: Wzory przemysłu domowego włościan na Rusi, Sprawozdanie z wystawy archeologicznej we Lwowie, Rozwój sieci kolei żelaznych w Galicyi od r. 1847 do r. 1890 (Lwów, 1907), monografie Zamek w Olesku oraz Bożnica w Jabłonowie.

### Życie prywatne
Żonaty z Julią z domu Bortnik, z którą miał dwójkę dzieci – ur. w 1866 Aleksandra, późniejszego inżyniera i ur. w 1867 Marię, żonę Włodzimierza Zborowskiego, dyrektora Kolei w Krakowie.

### Śmierć i pochówek
Zmarł 18 grudnia 1912 roku i pochowany został w grobowcu rodzinnym na Cmentarzu Łyczakowskim we Lwowie. Obok niego spoczywają ojciec Remigian, brat Aleksander (poległy w powstaniu listopadowym) i przedwcześnie zmarła córka Maria.